# Tazewell (Virginia)
Tazewell település az Amerikai Egyesült Államok Virginia államában, Tazewell megyében, melynek megyeszékhelye is. Lakosainak száma 4486 fő (2020. április 1.).

## Népesség
A település népességének változása:

| 2010 | 4 627 |
| 2020 | 4 486 |